# Alphonso McAuley
Alphonso McAuley (New Haven, 21 aprile 1979) è un attore statunitense.

## Biografia
Ha recitato nella serie televisiva Breaking In trasmessa dalla Fox. Ha recitato come Bucky nel film Il mio grasso grosso amico Albert. Ha anche interpretato Orsten Artis nel film del 2006 Glory Road, basato sulla storia della Texas Western Miners, e Walt nel film Pride. Fu co-protagonista con Tatyana Ali nella sitcom Love that Girl!, diede inoltre voce a Drake nel film The Lion of Judah. Ha collaborato al video Miracle di Matisyahu.

## Filmografia parziale
- Il mio grasso grosso amico Albert (2004)
- Glory Road (2006)
- Pride (2007)
- Alla ricerca dell'isola di Nim (2008)
- Love that Girl! - serie TV, 43 episodi (2010-2014)
- The Lion of Judah (2011) - voce
- Breaking In - serie TV, 20 episodi (2011-2012)